# Fets de la Fatarella

Ubicació de la Fatarella respecte a la Terra Alta

Els Fets de la Fatarella foren una sèrie de conflictes violents esdevinguts els darrers dies del gener del 1937 al poble de la Fatarella (Terra Alta) a conseqüència de la resistència dels seus habitants als intents de col·lectivització de les seves terres.

## Antecedents
Després del Cop d'estat del juliol del 1936 a Barcelona, la ciutat va quedar pràcticament a les mans de les milícies obreres, que havien obtingut l'armament dels arsenals militars i disposaven d'una força d'homes armats molt superior a les forces de seguretat amb què podria comptar el Govern Central i la Generalitat. A causa d'aquesta situació, la mateixa nit del 20 de juliol els dirigents anarquistes Joan Garcia Oliver, Diego Abad de Santillán i Buenaventura Durruti van visitar a Companys amb motiu de la nova situació que s'havia creat. Companys podria haver emprat als Cossos de seguretat per obligar els obrers a tornar els fusells i municions que havien requisat, però es trobava en un terreny perillós i va preferir oferir als anarquistes la possibilitat de prendre el poder o col·laborar amb l'estat. Els líders anarquistes, malgrat l'experiència històrica del moviment llibertari, van optar per la segona opció, encara que l'estat va tenir poc poder de decisió com es demostraria en els següents mesos. D'aquí sortiria la creació del Comitè Central de Milícies Antifeixistes de Catalunya el 21 de juliol, el veritable govern a Barcelona durant molts mesos i el començament del que s'ha conegut com la Revolució Espanyola.
Els milicians es constituïren en Patrulles de Control, dirigides per elements de la CNT-FAI i una de les missions que s'havien imposat era la de col·lectivitzar els sistemes de producció industrials i agrícoles. A les Terres de l'Ebre, els col·lectivitzadors anarquistes van prendre possessió de la fàbrica de Flix, alhora que s'encautaven de les terres propietat dels terratinents, pressionaven la resta de pagesos perquè s'afegissin a les Col·lectivitats locals. A la Fatarella, la Col·lectivitat es formà a partir de la confiscació de les terres i de les collites dels propietaris més rics, però no aconseguí sumar la resta de pagesos.
El 22 de gener de 1937 es reuniren representants locals d'UGT, ERC, PSUC, les Joventuts Socialistes i de la Unió de Rabassaires, per tal d'acordar una acció conjunta per defensar-se dels abusos dels col·lectivitzadors, acordant no anar a treballar al camp durant dos dies.

## Els Fets de la Fatarella
El 24 de gener els faistes José Mola i Nicolás Santamaría es presentaren a l'ajuntament de la Fatarella per forçar l'entrada de Santamaría com a regidor, i els pagesos es concentraren a la plaça, s'abraonaren sobre els anarquistes i els desarmaren. A mitja tarda, un vehicle de la CNT-FAI es dirigí a l'Ajuntament per demanar el seu alliberament, que aconseguiren, i els acompanyaren a la sortida del poble.
El 25 de gener de matinada, al Coll de la Salvadora es concentrà un miler d'homes armats, faistes dels pobles del voltant i altres vinguts expressament des de Barcelona, i mitjançant un pregó s'avisà que sortissin del poble els infants, els vells i les dones i el lliurament de les armes. Els pagesos, acusats per l'escamot anarquista de ser feixistes, foren duts a la capella i 34 persones del poble hi foren assassinades.

## Conseqüències
A mitjans de desembre de 1937 el fiscal declarava la causa dissolta i en acabar la guerra civil espanyola el Govern franquista inclogué els Fets en la Causa General, i finalment es va considerar els Fets com una baralla interna entre sindicalistes de dretes i d'esquerres.